# 7174 Semois
7174 Semois è un asteroide della fascia principale. Scoperto nel 1988, presenta un'orbita caratterizzata da un semiasse maggiore pari a 3,9860911 UA e da un'eccentricità di 0,1833266, inclinata di 12,69742° rispetto all'eclittica.
L'asteroide è dedicato al fiume Semois che nasce presso Arlon in Belgio, si dirige verso la Gaume e le Ardenne, per poi gettarsi nella Mosa a Monthermé in Francia.